# Зильдяр
Зильдяр(баш. Елдәр) — река в России, протекает по Башкортостану, Миякинский район. Устье реки находится в 28 км по левому берегу реки Уязы в черте села Зильдярово (баш. Елдәр). Длина реки составляет 13 км.

## Данные водного реестра
По данным государственного водного реестра России относится к Камскому бассейновому округу, водохозяйственный участок реки — Дёма от истока до водомерного поста у деревни Бочкарёва, речной подбассейн реки — Белая. Речной бассейн реки — Кама.
Код объекта в государственном водном реестре — 10010201312111100024557.